# Chaat masala

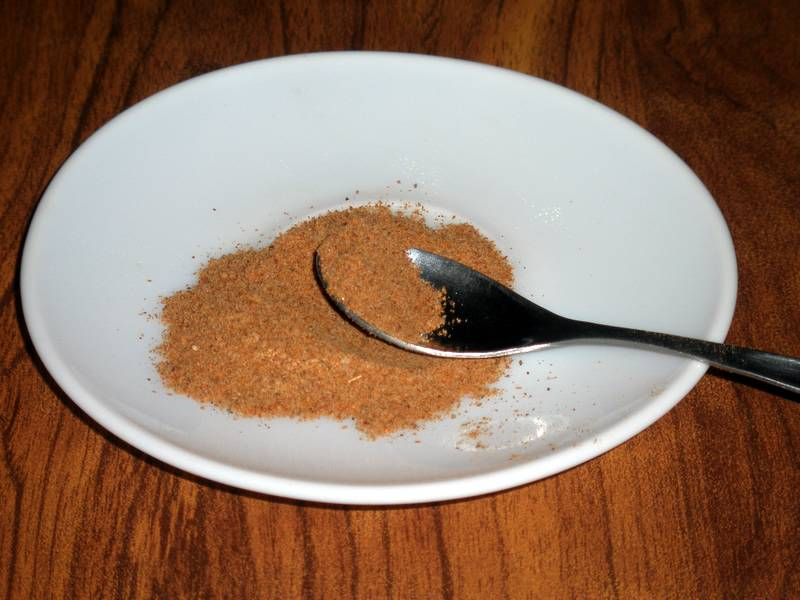
Chaat masala

La Chaat masala, anche scritto masala chat, è un mix in polvere di spezie o masala e utilizzato nelle cucine del subcontinente indiano principalmente nella cucina indiana, bengalese e pakistana. In genere è costituito da amchoor (polvere di mango essiccato), cumino, coriandolo, zenzero essiccato, sale nero (detto kala namak), pepe nero, assafetida (hing) e peperoncino in polvere.